# III. Edvárd (dráma)

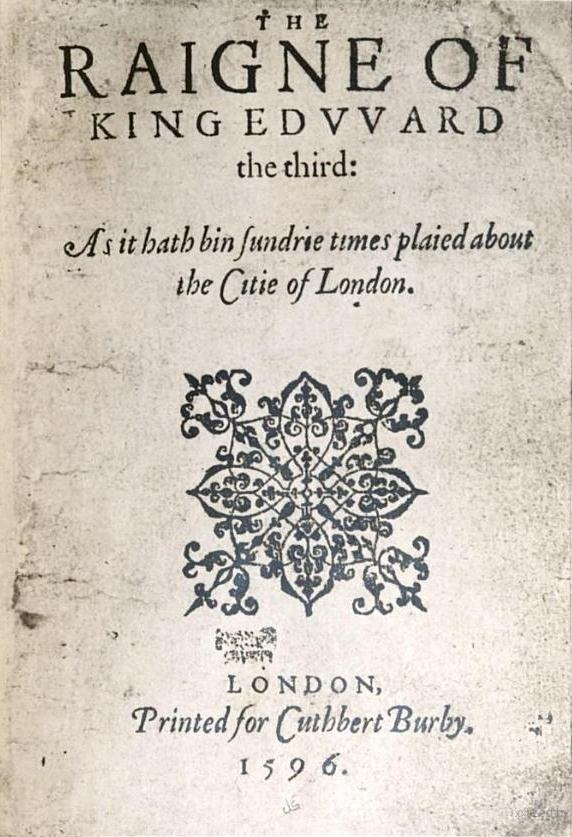
Cuthbert Burby 1596-os kiadása

A III. Edvárd (eredeti címén: „Edward III”, vagy „The Raigne of King Edward the Third”) egy 1596-ban névtelenül kiadott angol reneszánsz királydráma. Csak a kilencvenes évek vége óta tulajdonítják William Shakespeare művének, mivel első megjelenése óta vitatott a szerző kiléte.
A dráma tárgya a Százéves háború kirobbanása, melyet III. Edvárd angol király, a dráma főszereplője indított Franciaországgal szemben.
A darabot 1914-ben, Vértesy Jenő fordításában adták ki először magyarul.

## Személyek
(Vértesy fordítása szerint)
- III. Edvárd, Anglia királya
- Edvárd walesi herceg, fia
- Warwick gróf
- Derby gróf
- Salisbury gróf
- Lord Audley
- Lord Percy
- Lodowick, Edvárd meghittje
- Sir William Mountague
- Sir John Copland
- Két esquire és négy hirdető, angolok
- Róbert, Artois grófja
- Montfort gróf
- Gobin de Grey
- János, Franciaország királya
- Károly és Fülöp, fiai
- Lothringen (helyesen: Lotharingia) hercege
- Villiers, francia úr
- Csehország királya, János szövetségese
- Lengyel kapitány, János szövetségese
- Hat calais-i polgár
- Francia kapitány és néhány szegény calais-i lakos
- Másik kapitány, hajós
- Három francia hírmondó
- Dávid, Skócia királya
- Douglas gróf és két hírmondó, skótok
- Philippa királyné, Edvárd király felesége
- Salisbury grófné
- Francia asszony és két gyermek
- Urak és más kíséret, hírmondók, tisztek, katonák, stb.

## Cselekmény

### Első felvonás

III. Edvárd címere az angol oroszlánokkal és a francia liliomokkal

A színdarab a Százéves háború alapkonfliktusával kezdődik: Artois grófja arról biztosítja Edvárdot, hogy ő, Edvárd a francia trón jogos örököse. Ekkor érkezik Lothringen [sic] hercege, arra utasítva Edvárdot, hogy a guyenne-i birtokai után tegyen hűbéri esküt az új királynak, II. Jánosnak. Edvárd azonban inkább háborút indít a francia trónért.
Sir Montague hírére Edvárd elhalasztja a franciaországi háborút, hogy felszabadítsa Salisbury gróf várát, Roxburgh-t, melyet a skót király, Dávid ostrom alá vett. Edvárd elűzi a franciákkal szövetséges skótokat, ám beleszeret a grófnéba.

### Második felvonás
Lodowick segítségével Edvárd udvarolni kezd a grófnénak, aki nem fogadja szívesen a közeledést. Edvárd arra kötelezi a grófné apját, Warwick grófját, hogy járjon közben a nevében. Hogy elrettentse a királyt, a grófné azt hazudja, hogy hajlandó lenne titkon végezni a férjével, ha a király is így tesz a saját feleségével. Amikor azonban Edvárd nem tiltakozik, öngyilkossággal kezd fenyegetőzni, ha Edvárd nem hagy fel a közeledéssel. Edvárd beismeri szégyenét, és elindul, hogy megvívja a háborút Franciaországban.

### Harmadik felvonás
Franciaországban Edvárd tárgyal Jánossal, mielőtt megütköznek. Edvárd fia, a walesi herceg szorult helyzetbe kerül a csatatéren, ám apja nem hajlandó segítséget nyújtani neki. A herceg azonban győztesen tér vissza.

### Negyedik felvonás
Edvárd elküldi győztes fiát a francia király után Poitiers-ba. Maga a király addig ostrom alá veszi Calais-t. Lord Percy hírt hoz Angliából: John Copland elfogta Dávidot, a skótok királyát, és Edvárd színe elé kívánja hozni, Franciaországba. Calais lakosai önként átadják a várost az angol királynak, de Edvárd bosszút akar állni a város népén. Poitiers-ban a herceg hatalmas túlerővel kerül szembe, a franciák bíznak a biztos győzelemben.

### Ötödik felvonás
Copland megérkezik a foglyul ejtett skót királlyal. Salisbury gróf a királyhoz siet, hogy értesítse őt: fia biztosan elveszti a csatát. Edvárd herceg azonban győzedelmeskedik, és a foglyul ejtett János apja táborába viszi. Edvárd kardélre hányatná Calais lakosságát, de Philippa királyné közbenjárására megenyhül.

## A szerzőség kérdése
Máig nem ismert az eredeti szöveg pontos születési dátuma. A darab szövegében több utalás is megtalálható a spanyol Armada vereségére, amiből azt a következtetést lehet levonni, hogy valamikor 1588 és 1595 között született.
A III. Edvárd először 1595-ben jelent meg Cuthbert Bury gondozásában. 1647-ben már William Shakespeare műveként jelentette meg Humphrey Moseley. Ezt követően több, mint háromszáz éven át volt vita tárgya a szerző kiléte.
A kétség legfőbb oka a mű első és második fele (az Angliában és Franciaországban történő események) közötti éles különbség volt. A Shakespeare-kutatók egy része úgy érezte, méltatlan lett volna Shakespeare-től egy ilyen kettős szerkezetű darab.
A XX. század végére azonban egyre erősödött az a vélemény, mely szerint Shakespeare többségében, vagy egészében saját maga írta a darabot. A századfordulón már egyre több, algoritmusok segítségével elvégzett, kulcsszavas kísérlet bizonyította Shakespeare szerzőségét. Mára a tudományos közösség túlnyomó része a Shakespeare-kánon részeként, az utolsóként megírt királydrámaként tekint a III. Edvárdra.

## Témák

### Önuralom
A történet érzékelhetően két szakaszra bontható: Edvárd észak-angliai látogatására és a franciaországi hadjáratra. Edvárd Roxburgh-ban úgy dönt, fontosabb neki, hogy elnyerje Salisbury gróf feleségének kegyét, mint a háború a franciákkal. Edvárd csak a grófné indulatos fellépésének hatására döbben rá, hogy döntésével szégyent hoz önmagára, mint uralkodóra. Abban a pillanatban azonban, hogy ura lesz érzelmeinek, alkalmassá válik arra, hogy megnyerje a háborút .
Edvárd hasonló helyzetbe kerül Calais falai alatt, amikor korábbi jószándéka ellenére bosszút akar állni a város lakóin. Ezúttal felesége, Philippa akadályozza meg abban, hogy súlyos csorbát ejtsen a becsületén és a lelkiismeretén.

### A nő, mint az erkölcs őre
A történet mindkét fordulópontjában – az első felvonás végén és az ötödik felvonás végén – Edvárd csak a jelen lévő nő közbenjárására szembesül döntése erkölcsi felelősségével. Mind a két nőhöz szoros kapcsolat fűzi: Salisbury grófnéval házasságtörő viszonyt kíván létesíteni, Philippa királyné pedig a saját felesége. A darab rámutat, hogy Edvárd a két nő fellépése nélkül erkölcsileg megkérdőjelezhető, felelőtlen döntéseket hozott volna: Salisbury grófné rámutat arra, hogy még egy király sem állhat a házasság szentsége felett.

### Lovagibecsület
A darab során mind az angol, mind a francia hadsereg vezetői bizonyságát adják lovagi becsületüknek. A Franciaországért vívott harcot a szerző nem a jó és a rossz párviadalaként mutatja be, hanem két, erkölcsileg egyenrangú fél küzdelmeként: a küzdelem végkimenetelét ezáltal a követelés istenadta jogossága, nem pedig az egyes felek erkölcsi státusza határozza meg.

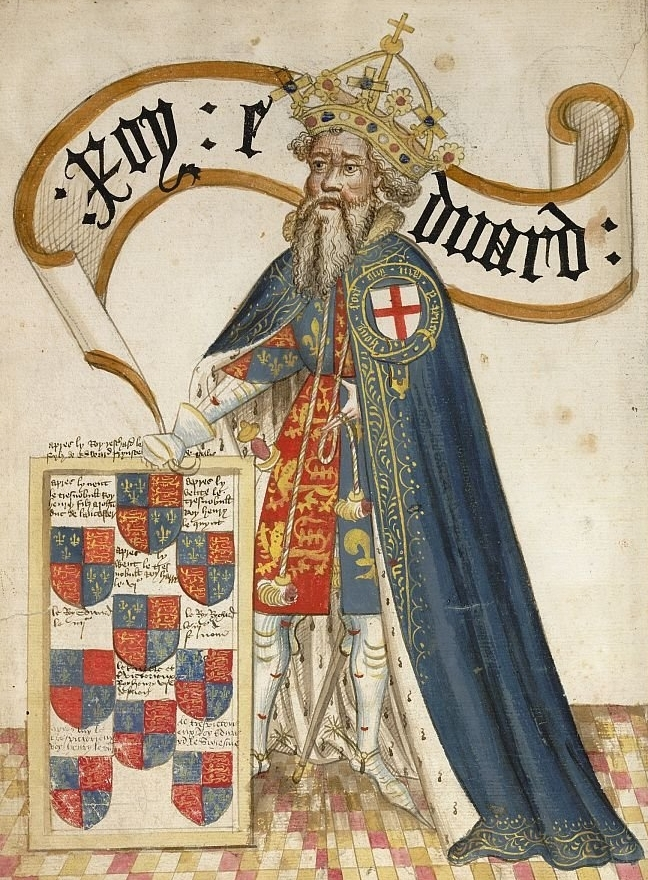
A "Fekete Herceg" (1330-1376)

### Nevelés
A darab során Edvárd többször is tudatosan arról beszél, hogyan kívánja ezt a háborút felhasználni arra, hogy trónörököst neveljen fiából, a később Fekete Hercegként elhíresült Edvárdból. A herceg az első csata után kapja meg a lovagi címét is.
Edvárdot az alattvalói kegyetlennek tartják, amiért nem hajlandó segítséget küldeni bajba jutott fiának. Edvárd tudatosan kemény kézzel neveli a fiát, akiről a közönség tudhatta, hogy sosem érte meg, hogy apja örökébe lépjen.

## A magyar fordításról
A darab Magyarországon a Magyar Tudományos Akadémia Heinrich Gusztáv által szerkesztett, Ál-shakespeare-i drámák című sorozatának első köteteként, 1914-ben jelent meg, Vértesy Jenő fordításban. A fordítás előszavában Vértesy annak a véleménynek ad hangot, hogy bár nem bizonyítható Shakespeare szerzői volta, „a dráma nem méltatlan a legnagyobb költőhöz sem.”
Ezzel a véleményével nem volt egyedül: Bodrogi Lajos már 1912-ben rámutatott arra, hogy stílusában az összes apokrif közül ez a mű áll legközelebb Shakespeare kanonizált darabjaihoz.